# Красное и чёрное (фильм, 1954)
«Красное и чёрное» (хроника 1830 года) (фр. Le Rouge et le noir) — художественный фильм, поставленный режиссёром Клодом Отан-Лара по одноимённому роману Стендаля и выпущенный в 1954 году.

## Сюжет
Заседание суда по делу Жюльена Сореля. Обвиняемому предоставляется заключительное слово, в котором тот не просит милости, а обличает присутствующих в желании наказать его за низкое происхождение человека, взошедшего в избранное общество. Суд удаляется на совещание.
Несколько лет назад. Отец отвозит Жюльена на службу к господину де Реналь. Между мадам де Реналь и Жюльеном зарождаются отношения. Сорель проникает в её комнату, где и проводит ночь.
Мадам де Реналь настаивает на участии Жюльена в почётном карауле, что вызывает толки в городе и среди военных. Аббат Шелан возмущён красным мундиром Жюльена, переодевает в чёрные одежды и приводит на встречу с епископом. Во время службы Жюльен понимает, что первую роль в свете играет далеко не король, а епископ. Эти мысли приводят его в семинарию Безансона. Способствует этому и анонимное письмо на имя господина де Реналя, обличающее его супругу в измене.
В Париже Сорель входит в дом маркиза де ла Моль, секретарём которого он становится. На Жюльена обращает внимание дочь маркиза Матильда. Между молодыми людьми вспыхивает сложный роман с лазаньями на свидания через окно, презрением Матильды при свете дня и страстными ночами.
Духовник госпожи де Реналь надиктовывает ей письмо для маркиза, в котором она говорит о Жюльене как о карьеристе, который идёт на всё для достижения цели. Возмущённый Жюльен возвращается в Верьер, где во время службы в церкви дважды стреляет в госпожу де Реналь.
Сорель арестован и отказывается от исповеди. Одуматься и вернуться в лоно церкви его убеждают аббат Шелан и госпожа де Реналь, которая осталась жива и пошла на поправку.
Мадам де Реналь умирает через три дня после казни Жюльена, обнимая своих детей.

## В ролях
- Жерар Филип — Жюльен Сорель (дублирует Виктор Рождественский)
- Даниэль Дарьё — мадам Луиза де Реналь (дублирует Валентина Караваева)
- Антонелла Луальди — Матильда де ла Моль (дублирует Ирина Карташова)
- Жан Мартинелли — господин де Реналь (дублирует Борис Баташев)
- Жан Меркюр — маркиз де ла Моль (дублирует Борис Плотников)
- Андре Брюно — аббат Шелан (дублирует Константин Нассонов)
- Антуан Бальпетр — аббат Пиррар (дублирует Владимир Соловьёв)
- Александр Риньо — отец Жюльена Сореля (дублирует Яков Беленький)
- Анна-Мария Сандри — Элиза (дублирует Евгения Тэн)
- Мирко Эллис — Норбер де ла Моль
- Сюзанн Ниветт — маркиза де ла Моль
- Пьер Журдан — граф Альтамира
- Жак Варенн — судья (дублирует Ростислав Плятт)
- Жорж Декриер
- Робер Берри

## Съёмочная группа
- Авторы сценария:
  - Пьер Бост
  - Жан Оранш
  - Клод Отан-Лара
- Режиссёр: Клод Отан-Лара
- Оператор: Мишель Кельбер
- Композитор: Рене Клорек
- Звукооператор: Антуан Петижан
- Художник: Макс Дуи
- Продюсеры:
  - Генри Дойчмейстер
  - Джанни Хект Лукари

## Премьеры
- — 6 октября 1954 года состоялась французская премьера фильма в Париже[1].
- — итальянская премьера в прошла 12 октября 1955 года в Риме[1].
- — фильм демонстрировался в советском кинопрокате с 18 октября 1955 года[комм. 1][2]

## Призы и награды
- Фильм «Красное и чёрное» в 1955 году был удостоен премии Французского синдиката кинокритиков как лучший фильм года

## Комментарии
1. ↑  В советском прокате фильм демонстрировался с 18 октября 1955 года, р/у Госкино СССР № 1022/55 — 1 серия и 1023/55 — 2 серия (до 20 июня 1967 года), дублирован на к/ст. им. М. Горького, 1955 — опубликовано: «Аннотированный каталог фильмов действующего фонда: Художественные фильмы», М.: «Искусство»-1963, С. 144.